# 로비고
로비고(Rovigo)는 이탈리아 북동부 베네토주의 도시로, 로비고도의 도청 소재지이다. 